# Johnna Adams
Johnna Adams (Astoria, ...) è una scrittrice statunitense.
Ha recentemente ricevuto la sua quinta produzione "off-off" dal Flux Theatre Ensemble (per la sua commedia World Builders, le produzioni precedenti includono Sans Merci e The Angel Eaters Trilogy).
Altri recenti spettacoli di New York includono una prima e un revival della sua commedia in rima, versi alessandrini, Lickspittles, Buttonholers e Damned Pernicious Go-Betweens, presso il Boomerang Theatre, e la produzione 59E59 dell'opera Il nodo (Gidion's Knot), diretta da Austin Pendleton.
La sua opera teatrale Hripsime è stata finalista per il William Saroyan Prize nel 2010, presentato dall'Armenian Dramatic Arts Alliance.
Johnna ha ricevuto una citazione dalla Steinberg/American Theatre Critics Association per Il nodo (2013).
Ha ricevuto in passato il Princess Grace Award e fu finalista nel 2012 per il Susan Smith Blackburn Award.
Il nodo è stato pubblicato nel 2012 su American Theatre Magazine, importante rivista di teatro fondata nel 1984.
Il Contemporary American Theatre Festival ha presentato in anteprima Il nodo a Shepherdstown, WV, nel 2012 e oltre 40 produzioni hanno avuto luogo in questi ultimi anni, comprese produzioni all'InterAct Theatre di Filadelfia, Profiles (Chicago), Kitchen Dog (Dallas), Stages (Houston), Aurora (Berkeley) e Furious Theatre Company (Los Angeles).
Johnna si è laureata alla DePaul University Theatre School con un BFA in Recitazione e ha conseguito un MFA in Sceneggiatura all'Hunter College.
Tre delle sue opere sono pubblicate con Dramatists Play Service (importante casa editrice fondata nel 1936 per promuovere le opportunità nazionali per i drammaturghi pubblicando edizioni a prezzi accessibili delle loro opere teatrali e gestendo i diritti di esecuzione di queste opere) e cinque sono pubblicate da Original Works Publishing (importante casa editrice e licenziataria per spettacoli teatrali, nuove opere teatrali audaci, innovative e originali).